# برشاوشان أخضر
برشاوشان أخضر (الاسم العلمي:Adiantum viride) هو نوع غير مؤكد من النباتات يتبع جنس البرشاوشان من الفصيلة الديشارية.